# Здув
Здув (пол. Zdów) — село в Польщі, у гміні Влодовиці Заверцянського повіту Сілезького воєводства.
Населення — 518 осіб (2011).
У 1975-1998 роках село належало до Ченстоховського воєводства.

## Демографія
Демографічна структура станом на 31 березня 2011 року:
|          | Загалом | Допрацездатний вік | Працездатний вік | Постпрацездатний вік |
| -------- | ------- | ------------------ | ---------------- | -------------------- |
| Чоловіки | 254     | 46                 | 187              | 21                   |
| Жінки    | 264     | 57                 | 148              | 59                   |
| Разом    | 518     | 103                | 335              | 80                   |